# Emo (mitologia)
Emo (in greco antico: Αἷμος?, Hàimos) è un personaggio della mitologia greca e romana, figlio di Borea, re della Tracia e fratello (o in altre versioni marito) di Ròdope.

## Storia
Nell'antica Grecia, la penisola Balcanica era conosciuta come "Penisola di Emo" (Χερσόνησος τοῦ Αἵμου), nominazione tuttora esistente. Il racconto di Emo e Ròdope è riportato all'interno del sesto libro delle Metamorfosi di Ovidio nel quale è Atena a intesserlo nella propria tela durante la gara con Aracne.

## Mitologia
Emo venne trasformato in montagna da Giove (la montagna Emo), perché aveva osato paragonarsi a lui e per la stessa causa anche la moglie subì la medesima punizione (trasformata nel monte Ròdope).
nunc gelidos montes, mortalia corpora quondam,

nomina summorum sibi qui tribuere deorum.»
(Ovidio, Met. 6, 87-89)